# Club House
Club House, auch Clubhouse, ist ein italienisches Dance-Projekt, das seit den frühen 1980er Jahren in wechselnden Besetzungen in Erscheinung trat. Bekannte Protagonisten waren unter anderem Carl Fanini, Gianfranco Bortolotti und Silvio Pozzoli. Die erfolgreichsten Singles wurden Do It Again / Billie Jean (1983) und Light My Fire (1993).

## Bandgeschichte
Anfang der 1980er Jahre schuf die italienische Plattenfirma Media Records das Studioprojekt Club House. Unter diesem Namen sollten in den nächsten Jahren viele verschiedene DJs und Musiker Schallplatten und CDs veröffentlichen.
Aus den Titeln Do It Again von Steely Dan, ein US-Top-10-Hit 1972, und Billie Jean, dem weltweiten Nummer-1-Hit von Michael Jackson, entstand 1983 ein tanzbares Medley, das Platz 11 in den UK-Charts, Platz 41 in Deutschland und Platz 75 in den Billboard Hot 100 erreichte. Mit den gleichen Musikern wurde, u. a. von La Bionda, die Nachfolge-Single produziert. Das Medley aus Stevie Wonders Superstition, das 1972 Nummer 1 in den USA war, und Chics Good Times, 1979 Top 10 in den Vereinigten Staaten und Großbritannien, platzierte sich auf Rang 59 der britischen Hitparade.
I’m a Man, im Original 1967 ein Lied der Spencer Davis Group, und Yeke Yeke von Mory Kanté, eine Nummer 2 in Deutschland, wurden 1988 von Club House als Dance-Track aufgenommen und sicherten die Rückkehr in die britischen Charts auf Platz 69. Bis 1993 kamen weitere Singles auf den Markt, von denen lediglich Deep in My Heart eine Chartnotierung verbuchen konnte (1991, UK Platz 55). In den USA wurde das Lied ein großer Clubhit und stieg auf Platz 1 der Dance-Charts.
1993 produzierte Gianfranco Bortolotti, der durch Cappella bekannt war, das Studioprojekt und nahm mit Carl Fanini, dem in New York geborenen Ex-Sänger von East Side Beat, neue Singles auf. Als Club House feat. Carl gelang mit Light My Fire 1994 der Sprung in die englischen Top 10. Die Tracks Living in the Sunshine und Nowhere Land, das auf einer Komposition von Klaus Doldinger basiert, erreichten 1994 und 1995 nochmals Hitparadenplatze im Vereinigten Königreich. Die bisher letzte Single ist die 2006er Coverversion des Coldplay-Hits Speed of Sound.

## Diskografie

### Singles und EPs
- 1983: Do It Again / Billie Jean
- 1983: Superstition / Good Times
- 1988: I’m a Man / Yeke Yeke
- 1989: I’m Alone
- 1991: Deep in My Heart
- 1992: Take Your Time
- 1992: I’m Falling Too
- 1993: Light My Fire (feat. Carl)
- 1994: Nowhere Land (feat. Carl)
- 1994: Living in the Sunshine (feat. Carl)
- 1995: You and I (feat. Carl)
- 1995: All by Myself (feat. Carl)
- 1996: Endless Love (feat. Carl)
- 1996: Remixes 96 (feat. Carl)
- 1996: Don’t Stand so Close to Me
- 1998: So Nice
- 2006: Speed of Sound
- 2006: 2K6 E.P.

### Alben
- 1994: Living in the Sunshine
- 1995: Nowhere Land (ZYX Music)